# 프로디지 (2019년 영화)
《프로디지》(영어: The Prodigy)는 미국에서 제작된 니컬러스 매카시 감독의 2019년 공포 영화이다. 테일러 실링 등이 출연하였고, 트립 빈슨 등이 제작에 참여하였다.
미국에서는 오리온 픽처스에 의해 2019년 2월 8일 개봉되었다.

## 줄거리
불길한 행동을 일삼는 한 소년의 몸에 사악한 초자연 존재가 빙의한 것으로 의심이 되자 부모가 이를 조사하기 시작한다.

## 출연
- 테일러 실링
- 잭슨 로버트 스콧
- 콜름 피오
- 브리트니 앨런
- 피터 무니
- 올루니케 아델리이
- 폴라 부드로

## 기타 제작진
- 공동 제작: 태라 파니
- 배역: 디애나 브리지디, 존 버컨, 제이슨 나이트
- 세트: 셰인 폭스
- 의상: 캐서린 애슈턴
- 재녹음 믹싱·음향 디자인: 유시 테겔만